# Jan, proboszcz wyszehradzki (zm. 1296)
Jan (zm. 26 sierpnia 1296 r.) – nieślubny syn króla Czech Przemysła Ottokara II i nieznanej z imienia matki.
Jan poświęcił się karierze duchownej chociaż nigdy nie przyjął święceń kapłańskich. W 1290 r. został kanclerzem swojego przyrodniego brata króla Wacława II i proboszczem wyszehradzkim. W 1296 r. starał się o biskupstwo praskie, ale z powodu braku dyspensy papieskiej od nieślubnego pochodzenia kapituła wybrała Grzegorza Zajíca z Valdeka. Ze względu na zaawansowany wiek Grzegorz był uważany za tymczasowego biskupa. Jan miał za jego pontyfikatu wystarać się o dyspensę i podczas następnej elekcji objąć biskupstwo praskie. Plany te pokrzyżowała śmierć Jana.